# 100% logique
La réponse est sous vos yeux
100% logique, sous-titré « La réponse est sous vos yeux », est un jeu télévisé français, produit par BBC France, diffusé depuis le 24 septembre 2022 sur France 2 et présenté par Cyril Féraud.
Adapté du programme britannique The 1% Club, l'émission prend la forme d'un quiz où cent candidats s'affrontent sur des questions ne faisant pas appel à leurs connaissances, mais seulement à leur logique. Trois célébrités participent à chaque numéro, sans enjeu, seulement pour épauler les candidats et ponctuer les questions.
Chaque candidat est doté d'une cagnotte de 1 000 €, qui, lorsqu'il est éliminé, vient alimenter la cagnotte globale de l'émission, pouvant ainsi atteindre jusqu'à 100 000 €.

## Genèse et développement

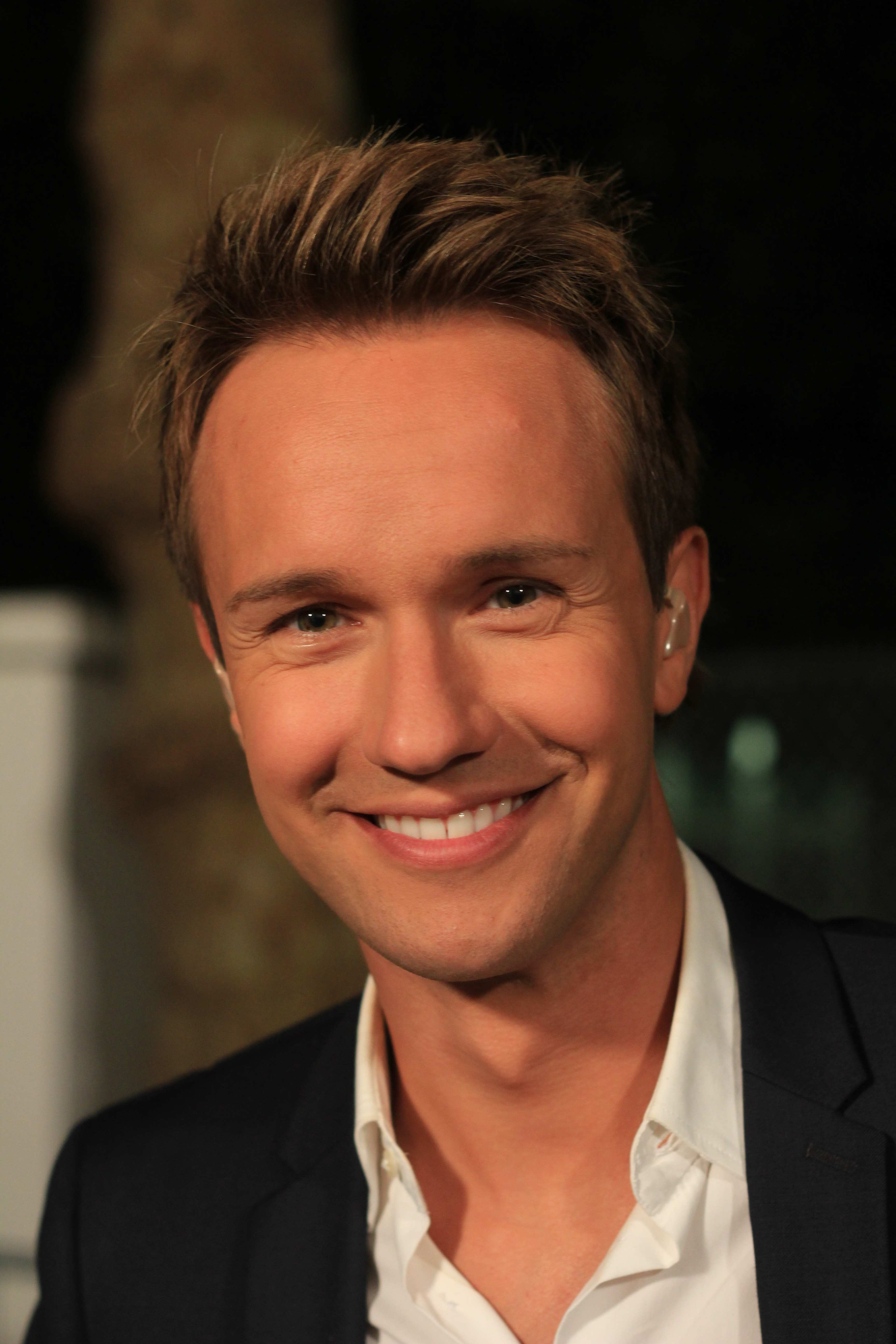
Le programme est présenté par Cyril Féraud.

L'émission est une adaptation du programme britannique The 1% Club (en). Le projet, lancé dès 2020, devait un temps s'appeler « Le Club des 1 % » (traduction littérale du format original), avant de trouver son nom définitif de « 100 % logique ».
Le casting pour les premiers numéros est lancé début 2021.

## Production et organisation
L'émission est produite par la société de production BBC France. Elle est tournée au studio du Lendit à La Plaine Saint-Denis et réalisée par Didier Froehly.
Elle est animée par Cyril Féraud.

## Principe
Le principe reprend celui du format original : cent candidats s'affrontent sur des questions ne faisant pas appel à leurs connaissances mais seulement à leur logique, comme l'indique le sous-titre « La réponse est sous vos yeux ».
Ils doivent répondre à des questions, qui ont préalablement été posées à un panel représentatif de Français afin de savoir combien de personnes peuvent y répondre correctement. Ainsi, si 95 % des personnes sondées répondent correctement à la première question, elles sont 86 % pour la deuxième, 80 % pour la troisième et ainsi de suite jusqu'à atteindre la question à 1 % posée lors de la finale.
Chaque candidat est doté d'une cagnotte de 1 000 €. Une mauvaise réponse est éliminatoire, leur cagnotte individuelle venant ainsi alimenter la cagnotte globale de l'émission, laquelle peut atteindre 100 000 € en fin d'émission si tous les candidats sont éliminés.
À l'issue de toutes les manches, trois candidats (quatre candidats depuis novembre 2023) se qualifient pour la finale. Chaque personne doit répondre à une question à 10 % et à 5 %. Les candidats encore en course après celles-ci décident s'ils souhaitent répondre à la question à 1 %. S'ils décident de ne pas y répondre, ils repartent avec une certaine somme. En cas de réponse, s'ils se trompent, ils repartent avec leur cagnotte de début d'émission ; sinon, ils remportent la cagnotte globale de l'émission.

## Déroulement
| Ém. | Célébrités participantes | Célébrités participantes   | Célébrités participantes |                       | Finalistes | V.                            | Gain   | Réf(s). |
| --- | ------------------------ | -------------------------- | ------------------------ | --------------------- | ---------- | ----------------------------- | ------ | ------- |
| 1   | Illustration manquante   | Noom Diawara               | Illustration manquante   | Jean-Guy              | ❌         | Aucun                         | ,      |         |
| 1   | Isabelle Vitari          | Noom Diawara               | Caroline Margeridon      | Jean-Guy              | ❌         | Aucun                         | ,      |         |
| 2   | Alex Vizorek             | Anne Roumanoff             | Nelson Monfort           | Mathieu               | ✔️         | 56 000 €                      | ,      |         |
| 2   | Alex Vizorek             | Anne Roumanoff             | Nelson Monfort           | Mathieu               | ✔️         | 56 000 €                      | ,      |         |
| 3   | Maëva Coucke             | Camille Lacourt            | Caroline Diament         | Cédric et Swan        | ✔️ · ✔️    | 78 000 € (partagés)           | ,      |         |
| 3   | Maëva Coucke             | Camille Lacourt            | Caroline Diament         | Cédric et Swan        | ✔️ · ✔️    | 78 000 € (partagés)           | ,      |         |
| 4   | Élodie Gossuin           | Vincent Niclo              | Carinne Teyssandier      | David                 | ❌         | Aucun                         | ,      |         |
| 4   | Élodie Gossuin           | Vincent Niclo              | Carinne Teyssandier      | David                 | ❌         | Aucun                         | ,      |         |
| 5   | Yoann Riou               | Fabienne Carat             | Laurent Luyat            | Stéphane              | ✔️         | 87 000 €                      | ,      |         |
| 5   | Yoann Riou               | Fabienne Carat             | Laurent Luyat            | Stéphane              | ✔️         | 87 000 €                      | ,      |         |
| 6   | Indira Ampiot            | Titoff                     | Liane Foly               | Mathieu et Pauline    | ❌ · ❌    | Aucun                         | ,      |         |
| 6   | Indira Ampiot            | Titoff                     | Liane Foly               | Mathieu et Pauline    | ❌ · ❌    | Aucun                         | ,      |         |
| 7   | Illustration manquante   | Nicole Ferroni             | Jean-Philippe Janssens   | Tanguy                | ❌         | Aucun                         | ,      |         |
| 7   | Damien Thévenot          | Nicole Ferroni             | Jeanfi Janssens          | Tanguy                | ❌         | Aucun                         | ,      |         |
| 8   | Philippe Candeloro       | Léa François               | Lola Dubini              | Camille               | ❌         | Aucun                         | [ 25 ] |         |
| 8   | Philippe Candeloro       | Léa François               | Lola Dubini              | Camille               | ❌         | Aucun                         | [ 25 ] |         |
| 9   | Illustration manquante   | Willy Rovelli              | Marie Myriam             | Yann                  | ❌         | Aucun                         | [ 26 ] |         |
| 9   | Magali Ripoll            | Willy Rovelli              | Marie Myriam             | Yann                  | ❌         | Aucun                         | [ 26 ] |         |
| 10  | Paul de Saint Sernin     | Chimène Badi               | Dave                     | Paul                  |            | 10 000 €                      | [ 27 ] |         |
| 10  | Paul de Saint Sernin     | Chimène Badi               | Dave                     | Paul                  |            | 10 000 €                      | [ 27 ] |         |
| 11  | Aurore Delplace          | Arnaud Gidoin              | Fabien Olicard           | Eva                   | ✔️         | 89 000 €                      | [ 28 ] |         |
| 11  | Aurore Delplace          | Arnaud Gidoin              | Fabien Olicard           | Eva                   | ✔️         | 89 000 €                      | [ 28 ] |         |
| 12  | Antonia de Rendinger     | Frank Lebœuf               | Fabien Olicard           | Théo et Jean-Baptiste | ❌ · ✔️    | 80 000 € (pour Jean-Baptiste) | [ 29 ] |         |
| 12  | Antonia de Rendinger     | Frank Lebœuf               | Nadège Beausson-Diagne   | Théo et Jean-Baptiste | ❌ · ✔️    | 80 000 € (pour Jean-Baptiste) | [ 29 ] |         |
| 13  | Florian Gazan            | Gil Alma                   | Illustration manquante   | Dimitri et Anissa     | ✔️ · ❌    | 84 000 € (pour Dimitri)       | [ 30 ] |         |
| 13  | Florian Gazan            | Gil Alma                   | Elsa Esnoult             | Dimitri et Anissa     | ✔️ · ❌    | 84 000 € (pour Dimitri)       | [ 30 ] |         |
| 14  | Jean-Luc Lemoine         | Charlotte Gaccio           | Jean-Marc Généreux       |                       |            | Aucun                         | [ 31 ] |         |
| 14  | Jean-Luc Lemoine         | Charlotte Gaccio           | Jean-Marc Généreux       |                       |            | Aucun                         | [ 31 ] |         |
| 15  | Isabelle Mergault        | Nathalie Marquay-Pernaut   | Keen'V                   | Jérémy                | ✔️         | 88 000 €                      | ,      |         |
| 15  | Isabelle Mergault        | Nathalie Marquay-Pernaut   | Keen'V                   | Jérémy                | ✔️         | 88 000 €                      | ,      |         |
| 16  | Ève Gilles               | Anthony Kavanagh           | Hugo Clément             | Étienne et Léo        | ❌ · ❌    | Aucun                         | [ 34 ] |         |
| 16  | Ève Gilles               | Anthony Kavanagh           | Hugo Clément             | Étienne et Léo        | ❌ · ❌    | Aucun                         | [ 34 ] |         |
| 17  | Clara Morgane            | Thomas Isle                | Illustration manquante   |                       |            | 10 000 €                      | [ 35 ] |         |
| 17  | Clara Morgane            | Thomas Isle                | Philippe Risoli          |                       |            | 10 000 €                      | [ 35 ] |         |
| 18  | Marc-Antoine Le Bret     | Camille Cerf (Miss France) | Guy Lecluyse             |                       |            | 10 000 €                      | [ 36 ] |         |
| 18  | Marc-Antoine Le Bret     | Camille Cerf               | Guy Lecluyse             |                       |            | 10 000 €                      | [ 36 ] |         |
| 19  | Viktor Vincent           | Julie Zenatti              | Tanguy Pastureau         |                       |            | 5 000 €                       | [ 37 ] |         |
| 19  | Viktor Vincent           | Julie Zenatti              | Tanguy Pastureau         |                       |            | 5 000 €                       | [ 37 ] |         |
| 20  | Arnaud Tsamere           | Illustration manquante     | Adeline Toniutti         | Silvère               | ✔️         | 89 000 €                      | [ 38 ] |         |
| 20  | Arnaud Tsamere           | Isabelle Vitari            | Adeline Toniutti         | Silvère               | ✔️         | 89 000 €                      | [ 38 ] |         |
| 21  | Illustration manquante   | Illustration manquante     | Illustration manquante   | Yann                  | ❌         | Aucun                         | [ 39 ] |         |
| 21  | François Alu             | Sophie Davant              | Caroline Margeridon      | Yann                  | ❌         | Aucun                         | [ 39 ] |         |
| 22  | Illustration manquante   | Théo Curin                 | Cendrine Dominguez       | Ludovic               | ✔️         | 45 500 €                      | [ 40 ] |         |
| 22  | Mohamed Bouhafsi         | Théo Curin                 | Cendrine Dominguez       | Ludovic               | ✔️         | 45 500 €                      | [ 40 ] |         |
| 23  | Matthieu Lartot          | Sylvie Tellier             | Roman Doduik             | Alain                 | ❌         | Aucun                         | [ 41 ] |         |
| 23  | Matthieu Lartot          | Sylvie Tellier             | Roman Doduik             | Alain                 | ❌         | Aucun                         | [ 41 ] |         |
| 24  | Agustín Galiana          | Flavie Flament             | Sara Mortensen           | Frédéric              | ✔️         | 71 000 €                      | [ 42 ] |         |
| 24  | Agustín Galiana          | Flavie Flament             | Sara Mortensen           | Frédéric              | ✔️         | 71 000 €                      | [ 42 ] |         |
| 25  | Illustration manquante   | Bruno Solo                 | Christelle Chollet       | Marie                 | ❌         | Aucun                         | [ 43 ] |         |
| 25  | Gwendal Marimoutou       | Bruno Solo                 | Christelle Chollet       | Marie                 | ❌         | Aucun                         | [ 43 ] |         |

## Audiences et diffusion
En France, l'émission est diffusée de façon événementielle, les samedis, depuis le 24 septembre 2022. Un épisode dure environ 2 h 10 min, soit une diffusion de 21 h 10 à 23 h 20.
| Saison   | Émission | Date de diffusion                       | Nombre de téléspectateurs | Part de marché  | Part de marché | Classement des audiences | Réf.   |
| Saison   | Émission | Date de diffusion                       | Nombre de téléspectateurs | (4 ans et plus) | (FRDA-50)      | Classement des audiences | Réf.   |
| -------- | -------- | --------------------------------------- | ------------------------- | --------------- | -------------- | ------------------------ | ------ |
| Saison 1 | 1        | Samedi 24 septembre 2022                | 2 650 000                 | 14,9 %          | 19,5 %         | 3e                       | [ 44 ] |
| Saison 1 | 2        | Samedi 1er octobre 2022                 | 2 750 000                 | 14,9 %          | 17,9 %         | 3e                       | [ 45 ] |
| Saison 1 | 3        | Samedi 18 février 2023                  | 2 760 000                 | 15,8 %          | 13,5 %         | 2e                       | [ 46 ] |
| Saison 1 | 4        | Samedi 25 février 2023                  | 2 890 000                 | 15,5 %          | 16,7 %         | 3e                       | [ 47 ] |
| Saison 1 | 5        | Samedi 4 mars 2023                      | 2 800 000                 | 15 %            | 14,3 %         | 3e                       | [ 48 ] |
| Saison 1 | 6        | Samedi 11 mars 2023                     | 3 550 000                 | 18,6 %          | 21,5 %         | 3e                       | [ 49 ] |
| Saison 2 | 7        | Samedi 11 novembre 2023                 | 3 530 000                 | 19,5 %          | 20,2 %         | 2e                       | [ 50 ] |
| Saison 2 | 8        | Samedi 18 novembre 2023                 | 3 560 000                 | 19,4 %          | 19,5 %         | 2e                       | [ 51 ] |
| Saison 2 | 9        | Samedi 25 novembre 2023                 | 3 220 000                 | 17,4 %          | 16,5 %         | 2e                       | [ 52 ] |
| Saison 2 | 10       | Samedi 2 décembre 2023                  | 3 180 000                 | 17,5 %          | 16,5 %         | 2e                       | [ 53 ] |
| Saison 2 | 11       | Samedi 23 décembre 2023 (Spéciale Noël) | 3 270 000                 | 18,4 %          | 19,3 %         | 3e                       | [ 54 ] |
| Saison 3 | 12       | Samedi 17 février 2024                  | 2 880 000                 | 16,1 %          | 13,7 %         | 3e                       | [ 55 ] |
| Saison 3 | 13       | Samedi 24 février 2024                  | 3 070 000                 | 17,4 %          | 21,8 %         | 3e                       | [ 56 ] |
| Saison 3 | 14       | Samedi 2 mars 2024                      | 3 190 000                 | 17,4 %          | 17,1 %         | 2e                       | [ 57 ] |
| Saison 3 | 15       | Samedi 9 mars 2024                      | 3 220 000                 | 18 %            | 17,2 %         | 3e                       | [ 58 ] |
| Saison 4 | 16       | Samedi 28 septembre 2024                | 3 070 000                 | 19 %            | 21,2 %         | 2e                       | [ 59 ] |
| Saison 4 | 17       | Samedi 5 octobre 2024                   | 2 950 000                 | 17,9 %          | 22,3 %         | 2e                       | [ 60 ] |
| Saison 4 | 18       | Samedi 12 octobre 2024                  | 3 280 000                 | 18,2 %          | 18,1 %         | 2e                       | [ 61 ] |
| Saison 4 | 19       | Samedi 26 octobre 2024                  | 3 520 000                 | 19,8 %          | 16,6 %         | 2e                       | [ 62 ] |
| Saison 4 | 20       | Samedi 21 décembre 2024 (Spéciale Noël) | 3 846 000                 | 21,6 %          | 24,9 %         | 2e                       | [ 63 ] |
| Saison 5 | 21       | Samedi 1er mars 2025                    | 2 921 000                 | 17,4 %          | 22,5 %         | 3e                       | [ 64 ] |
| Saison 5 | 22       | Samedi 29 mars 2025                     | 2 896 000                 | 19,3 %          | 25,5 %         | 2e                       | [ 65 ] |
| Saison 5 | 23       | Samedi 5 avril 2025                     | 2 735 000                 | 17,2 %          | 22,4 %         | 3e                       | [ 66 ] |
| Saison 5 | 24       | Samedi 12 avril 2025                    | 3 251 000                 | 20,6 %          | 25,9 %         | 2e                       | [ 67 ] |
| Saison 5 | 25       | Samedi 19 avril 2025                    | 3 051 000                 | 19 %            | 24,2 %         | 2e                       | [ 68 ] |

Légende :
- plus hauts scores d'audiences
- plus bas scores d'audiences

| Légende : Saison 1 / Saison 2 / Saison 3 / Saison 4 / Saison 5 |

## Jeu de société
Le jeu de société de l’émission est commercialisé depuis le 3 octobre 2024 par Educa,.